# Yoshie Kasajima
Yoshie Kasajima (笠嶋 由恵 Kasajima Yoshie?,  nacido el 12 de mayo de 1975) es una exfutbolista japonesa que jugaba como defensa.
Kasajima jugó 24 veces y marcó 4 goles para la selección femenina de fútbol de Japón entre 1999 y 2002. Kasajima fue elegida para integrar la selección nacional de Japón para los Copa Asiática femenina de la AFC de 1999, 2001 y Fútbol en los Juegos Asiáticos de 2002.

## Trayectoria

### Clubes
| Club               | País  | Año  |
| ------------------ | ----- | ---- |
| Shimizudaihachi SC | Japón | ???? |
| Urawa Reds         | Japón | ???? |
| AS Elfen Sayama FC | Japón | ???? |

### Selección nacional
| Selección | País  | Año         |
| --------- | ----- | ----------- |
| Absoluta  | Japón | 1999 - 2002 |

## Estadística de equipo nacional
| Selección femenina de fútbol de Japón | Selección femenina de fútbol de Japón | Selección femenina de fútbol de Japón |
| Año                                   | Partidos                              | Goles                                 |
| ------------------------------------- | ------------------------------------- | ------------------------------------- |
| 1999                                  | 5                                     | 1                                     |
| 2000                                  | 5                                     | 0                                     |
| 2001                                  | 9                                     | 2                                     |
| 2002                                  | 5                                     | 1                                     |
| Total                                 | 24                                    | 4                                     |